# Mekar Sari (Bayung Lencir)
Mekar Sari is een bestuurslaag in het regentschap Musi Banyuasin van de provincie Zuid-Sumatra, Indonesië. Mekar Sari telt 755 inwoners (volkstelling 2010).